# Armee-Abteilung Kleffel
De Armee-Abteilung Kleffel was een Duitse Armee-Abteilung van de Wehrmacht tijdens de Tweede Wereldoorlog, die vocht in Koerland in 1944 en genoemd is naar haar bevelhebber General der Kavallerie Philipp Kleffel.

## Krijgsgeschiedenis

### Oprichting
Armee-Abteilung Kleffel werd gevormd op 29 oktober 1944 in Koerland door omdopen van de Armee-Abteilung Grasser toen Anton Grasser als bevelhebber werd vervangen door General der Kavallerie Philipp Kleffel.

### Inzet

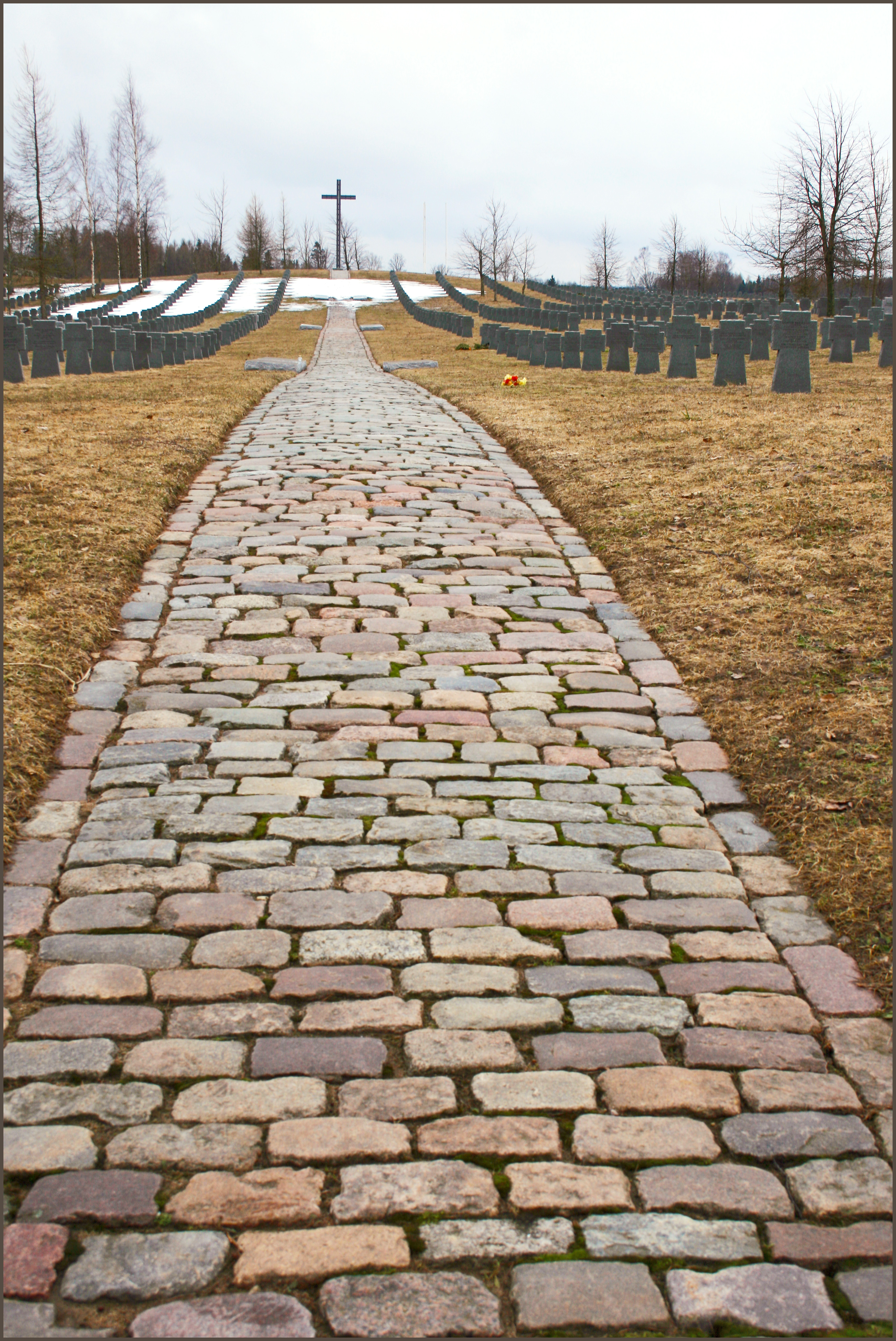
Duits oorlogskerkhof in Auce

De Armee-Abteilung was ten tijde van de omdoping verwikkeld in harde gevechten rondom Auce in de Tweede Slag om Koerland.
De Armee-Abteilung Kleffel bestond op 29 oktober 1944 uit de volgende eenheden:
- 38e Legerkorps: 
  - 32e, 8e en 329e Infanteriedivisies, 201e Sicherungsdivisie en 21e Luftwaffen-Felddivisie
- 50e Legerkorps: 
  - 24e, 93e, 122e en 215e Infanteriedivisies,
- Direct onder de Armee-Abteilung: 
  - 121e Infanteriedivisie en 52e Sicherungsdivisie

Het Sovjet 10e Gardeleger drong in de laatste dagen van oktober voorwaarts met veel artilleriegeweld en de Armee-Abteilung moest de stad Auce opgeven. Slecht weer en gebrek aan brandstof werkten negatief uit op de Duitse troepen. Het 38e Legerkorps was tussen het Lielaucemeer en het Zebresmeer in zware gevechten verwikkeld.
Beide zijden hadden tegen begin november zware verliezen geleden en een korte adempauze in de strijd was noodzakelijk. Beide zijden groepeerden ook om. Besloten werd aan Duitse zijde om de gehele frontlijn in Koerland op te delen over twee legers, het 18e Leger en het 16e Leger. De staf van Armee-Abteilung Kleffel was daarom niet meer nodig en werd teruggetrokken op 6 november 1944.

### Einde
Op 6 november 1944 werd de Armee-Abteilung Kleffel opgeheven en de staf werd verplaatst naar Nederland en werd daar gebruikt om het 25e Leger te vormen.

## Bovenliggende bevelslagen
| Legergroep        | Plaats/regio      | Begin           | Eind            |
| ----------------- | ----------------- | --------------- | --------------- |
| Heeresgruppe Nord | Letland, Koerland | 29 oktober 1944 | 6 november 1944 |

## Commandant
| Rang                   | Naam            | Begin           | Eind            |
| ---------------------- | --------------- | --------------- | --------------- |
| General der Kavallerie | Philipp Kleffel | 29 oktober 1944 | 6 november 1944 |